# Юнгквист, Кем
Кем Юнгквист Ларсен (дат. Kem Ljungquist Larsen; род. 17 июля 1990, Нюкёбинг, Дания) — датский боксёр-профессионал, выступающий в тяжёлой весовой категории. Двукратный чемпион международного чемпионата Северных стран, и двукратный призёр чемпионата Северных стран, трехкратный чемпион и призёр национального первенства Дании в любителях. Среди профессионалов действующий чемпион по версии IBF International (2023—н. в.) в тяжёлом весе.
Лучшая позиция по рейтингу BoxRec — 25-я (октябрь 2024) и является 1-м среди датских боксёров тяжёлой весовой категории, а по рейтингам основных международных боксёрских организаций занимал: 15-ю строчку рейтинга IBF, — входя в ТОП - 30 лучших тяжеловесов всего мира.

## Биография
Кем Юнгквист Ларсен родился 17 июля 1990 года в городе Нюкёбинг, Дания.
Юнгквист Ларсен пришёл в бокс вдохновляясь успехами великих датских боксёров Миккеля Кесслера и Брайана Нильсена.

## Любительская карьера
В 2013 году стал чемпионом на областном чемпионате Зеландии в городе Корсёр (Дания). И в том же году завоевал серебро национального чемпионата Дании в городе Гриннстед (Дания).
В 2014 году завоевал серебро областного чемпионата Зеландии в городе Гиллелее (Дания). И в том же году стал чемпионом национального чемпионата Дании в Варде (Дания). В том же году также завоевал бронзу на международном чемпионате Северных стран в Орхусе (Дания).
В 2015 году стал чемпионом областного чемпионата Зеландии в Копенгагене (Дания). В том же году также стал чемпионом национального чемпионата Дании в Гиллелее (Дания). И также в том же году завоевал серебро на международном чемпионате Северных стран в Тампере (Финляндия).
В 2016 году стал чемпионом национального чемпионата Дании в Эсбьерге (Дания). И в том же году также стал чемпионом международного чемпионата Северных стран в Гётеборге (Швеция). А в апреле 2016 года участвовал в отборочном турнире в Самсуне (Турция) пытаясь завоевать именную путёвку на Олимпиаду в Рио-де-Жанейро, и 1/8 финала победил по очкам (3:0) боксёра из Литвы Мантаса Валавичюса, но в четвертьфинал потерпев поражение по очкам (счёт: 0:3) от опытного англичанина Джозефа Джойса, — который в итоге завоевал серебро Олимпийских игр 2016 года.
В 2017 году стал чемпионом областного чемпионата Зеландии в Рингстеде (Дания). В том же году также стал чемпионом международного чемпионата Северных стран в Гиллелее (Дания). И в июне того же года занял 5-е место на чемпионате Европы в Харькове (Украина), в 1/8 финала победив по очкам (счёт: 4:1) немца Питера Кадиру, но в четвертьфинале потерпев поражение по очкам (счёт: 1:4) от опытного англичанина Фрейзера Кларка — который в итоге завоевал серебро чемпионата Европы. А в августе 2017 года занял 9-е место на чемпионате мира в Гамбурге (Германия), в 1/8 финала потерпев досрочное поражение нокаутом в 1-м раунде от опытного узбека Баходира Жалолова — который в свою очередь, в четвертьфинале проиграл казахстанцу Камшыбеку Конкабаеву, — завоевавшему в итоге серебро чемпионата мира.
В феврале 2022 года участвовал на представительном международном турнире «Странджа» проходившем в Софии (Болгария), где он в 1/8 финала соревнований проиграл болгарину Йордану Эрнандесу Морехону, — который в итоге стал бронзовым призёром данного турнира.

## Профессиональная карьера
27 октября 2017 года провёл дебютный бой на профессиональном ринге, победив техническим нокаутом в 3-м раунде грузина Реваза Карелишвили (3-2).
Юнгквист подписал контракт с немецкой промоутерской компанией Sauerland Event и тренируется у бывшего профессионального боксера Рашида Идрисси в клубе Herlev Boxing в Дании.
В июле 2018 года в тренировочном лагере в Манчестере проводил спарринги с бывшим чемпионом мира британцем Тайсоном Фьюри, который похвалил Юнгквиста за его качественный бокс.
В 10-м своём профессиональном бою 25 января 2020 года в Гамбурге (Германия) единогласным решением судей (счёт: 80—72, 80—74, 79—73) он победил опытного украинца Германа Скобенко. И после этого боя из-за жёсткого коронавирусного карантина в Дании и Германии, а затем ещё из-за смены промоутера и тренера у него был более чем двухлетний простой в профессиональных боях. В это время он самостоятельно тренировался и участвовал в некоторых региональных любительских соревнованиях.
21 апреля 2022 года в Копенгагене (Дания) досрочно нокаутом в 6-м раунде победил небитого украинца Вячеслава Животягина.
5 мая 2023 года в Нюстеде (Дания) досрочно путём отказа противника от продолжения боя после 3-го раунда победил опытного ветерана албанца Сефера Сефери, и завоевал вакантный титул чемпиона по версии IBF International в тяжёлом весе.
7 октября 2023 года в Нестеде (Дания) нокаутировал в 10-м раунде южноафриканского гейткипера Джонни Мюллера, отстояв тем самым титул чемпиона по версии IBF International в тяжёлом весе.
9 марта 2024 года в Копенгагене (Дания), в главном бою вечера с трудом победил 32-летнего греческого тяжеловеса Мариоса Коллиас. Бой продлился полную дистанцию и по итогу 10 раундов судьи выставили счет: 98—92 (дважды) в пользу Юнгвиста, а третий судья дал ничью 95—95.
17 мая 2024 года в городе Нюкёбинг (Дания) в главном бою вечера бокса победил нокаутом в 7-м раунде танзанийского джорнимэна Авада Тамима. На момент нокаута Юнгквист лидировал на картах судей: 60—54 (трижды).

### Бой с Муратом Гассиевым
19 октября 2024 года в Ереване (Армения) потерпел поражение нокаутом в 5-м раунде от бывшего объединенного чемпиона крузервейта 30-летнего Мурата Гассиева. Бой состоялся на турнире «Ночь чемпионов IBA». Первые раунды были спокойными и не изобиловали зрелищными моментами. Кем боксировал от джеба держал идущего вперёд Гассиева на дистанции. Периодически Юнгквист пробивал одиночные боковые удары, но они были редки и не всегда точные. В начале 5-го раунда Гассиеву удалась красивая комбинация "голова - туловище", после попадания по печени Кем был нокаутирован. 

### Бой с Максимилиано Алехандро Сосой
23 ноября вернулся на ринг в городе Коллинг (Дания) и провёл бой с аргентинским джорнимэном Максимилиано Алехандро Сосой. 

## Статистика профессиональных боёв
В таблице перечислены результаты всех поединков боксёров.
В каждой строке указан результат поединка. Дополнительно номер поединка обозначен цветом, который обозначает итог поединка. Расшифровка обозначений и цветов представлена в нижеследующей таблице.
| Пример | Расшифровка                     |
| ------ | ------------------------------- |
|        | Победа                          |
|        | Ничья                           |
|        | Поражение                       |
|        | Планируемый поединок            |
|        | Поединок признан несостоявшимся |
| КО     | Нокаут                          |
| ТКО    | Технический нокаут              |
| PTS    | Решение судей (по очкам)        |
| UD     | Единогласное решение судей      |
| MD     | Решение большинства судей       |
| SD     | Раздельное решение судей        |
| RTD    | Отказ от продолжения боя        |
| DQ     | Дисквалификация                 |
| NC     | Поединок признан несостоявшимся |

| 20 поединков, 18 побед (12 нокаутом), 1 поражение | 20 поединков, 18 побед (12 нокаутом), 1 поражение | 20 поединков, 18 побед (12 нокаутом), 1 поражение | 20 поединков, 18 побед (12 нокаутом), 1 поражение | 20 поединков, 18 побед (12 нокаутом), 1 поражение     | 20 поединков, 18 побед (12 нокаутом), 1 поражение | 20 поединков, 18 побед (12 нокаутом), 1 поражение                                                         |
| Бой                                               | Рекорд                                            | ата боя                                           | Соперник                                          | Место проведения боя                                  | Результат                                         | Дополнительно                                                                                             |
| ------------------------------------------------- | ------------------------------------------------- | ------------------------------------------------- | ------------------------------------------------- | ----------------------------------------------------- | ------------------------------------------------- | --- |
| 21                                                |                                                   | 9 сентября 2025                                   | Дэниел Булабула (8-0)                             | Sydbank Arena, Коллинг, Дания                         | (10)                                              | |
| 20                                                | 19-1                                              | 23 ноября 2024                                    | Максимилиано Алехандро Соса (12-9)                | NForum Kolding, Коллинг, Дания                        | RTD 2 (6), 3:00                                   | |
| 19                                                | 18-1                                              | 17 мая 2024                                       | Мурат Гассиев (30-2)                              | Karen Demirchyan Sports Complex, Ереван, Армения      | KO 5 (10), 2:29                                   | |
| 18                                                | 18-0                                              | 17 мая 2024                                       | Авад Тамим (16-9)                                 | Nykøbing Falster Hallen, Нюкёбинг Фальстер, Дания     | MD 10                                             | Счёт судей: 95-95, 98-92 (дважды)                                                                         |
| 17                                                | 17-0                                              | 9 марта 2024                                      | Мариос Коллиас (11-2-1)                           | K.B. Hallen, Копенгаген, Дания                        | MD 10                                             | Счёт судей: 95-95, 98-92 (дважды)                                                                         |
| 16                                                | 16-0                                              | 7 октября 2023                                    | Джонни Мюллер (23-10-2)                           | Arena Naestved, Нествед, Дания                        | KO 10 (12), 2:56                                  | Защитил титул чемпиона по версии IBF International (1-я защита Юнгквиста) в тяжёлом весе.                 |
| 15                                                | 15-0                                              | 5 мая 2023                                        | Сефер Сефери (25-3-1)                             | Doellefjelde Musse Marked, Нюстед, Дания              | RTD 3 (12), 3:00                                  | Счёт судей: 30-25 (трижды). Завоевал вакантный титул чемпиона по версии IBF International в тяжёлом весе. |
| 14                                                | 14-0                                              | 16 сентября 2022                                  | Бенуа Хьюбер (8-2)                                | Нюкёбинг Фальстер Халлен, Нюкёбинг Фальстер, Дания    | UD 10                                             | Счёт судей: 97-93, 98-92 (дважды).                                                                        |
| 13                                                | 13-0                                              | 11 июня 2022                                      | Паата Адуашвили (10-33-3)                         | Rofi-Centret, Рингкёбинг, Дания                       | KO 2 (10), 2:23                                   | |
| 12                                                | 12-0                                              | 21 апреля 2022                                    | Вячеслав Животягин (5-0)                          | Frederiksberg Hallerne, Копенгаген, Дания             | KO 6 (8), 1:34                                    | |
| 11                                                | 11-0                                              | 14 апреля 2022                                    | Ласло Иваньи (10-15-1)                            | Нюкёбинг Фальстер Халлен, Нюкёбинг Фальстер, Дания    | KO 1 (6), 1:51                                    | |
| Перерыв в 2,3 года.                               |                                                   |                                                   |                                                   |                                                       |                                                   | |
| 10                                                | 10-0                                              | 25 января 2020                                    | Герман Скобенко (5-4-2)                           | Work Your Champ Arena, Гамбург, Германия              | UD 8                                              | Счёт судей: 80-72, 80-74, 79-73.                                                                          |
| 9                                                 | 9-0                                               | 22 июня 2019                                      | Габриэл Энгуэма (10-8)                            | Форум Хорсенс, Хорсенс, Дания                         | UD 8                                              | Счёт судей: 78-74, 79-73 (дважды).                                                                        |
| 8                                                 | 8-0                                               | 4 мая 2019                                        | Доминик Масил (3-1)                               | Франкфурт-на-Майне, Германия                          | UD 8                                              | Счёт судей: 79-72 (трижды).                                                                               |
| 7                                                 | 7-0                                               | 19 января 2019                                    | Болдишар Балаш Чаглер (2-0)                       | Струер Арена, Струэр, Дания                           | KO 1 (8), 2:39                                    | |
| 6                                                 | 6-0                                               | 28 сентября 2018                                  | Мурад Омар (4-1)                                  | Король Абдалла Спортс Сити, Джидда, Саудовская Аравия | RTD 2 (8), 3:00                                   | |
| 5                                                 | 5-0                                               | 25 августа 2018                                   | Давид Вилетел (7-2)                               | Струер Арена, Струэр, Дания                           | KO 1 (6), 1:13                                    | |
| 4                                                 | 4-0                                               | 16 июня 2018                                      | Андре Бунга (4-11-1)                              | Ballhaus Forum, Мюнхен, Германия                      | UD 6                                              | Счёт судей: 60-53, 59-54, 58-55.                                                                          |
| 3                                                 | 3-0                                               | 10 марта 2018                                     | Франтишек Когоут (1-0)                            | Струер Арена, Струэр, Дания                           | KO 2 (6), 1:52                                    | |
| 2                                                 | 2-0                                               | 17 февраля 2018                                   | Игорь Михалевич (4-10)                            | Arena, Людвигсбург, Германия                          | UD 6                                              | Счёт судей: 60-54 (трижды).                                                                               |
| 1                                                 | 1-0                                               | 27 октября 2017                                   | Реваз Карелишвили (3-2)                           | Sport and Congress Center, Шверин, Германия           | TKO 3 (6), 2:59                                   | Дебют в профессиональном боксе.                                                                           |
| Бой                                               | Рекорд                                            | ата боя                                           | Соперник                                          | Место проведения боя                                  | Результат                                         | Дополнительно                                                                                             |